# 아시와다촌
아시와다촌(足和田村)은 야마나시현 미나미쓰루군에 있던 정이다.
2003년 11월 15일, 미나미쓰루군 가와구치코정, 가쓰야마촌과 합병해 후지카와구치코정 아시와다 지구가 되었다.

## 역사
- 1955년 4월 10일 - 니시하마촌, 오아라시촌이 합병해 성립하였다.
- 2003년 11월 15일 - 가와구치코정, 가쓰야마촌과 합병해 후지카와구치코정이 성립하여. 동일 아시와다촌은 폐지되었다.